# Czesław Miłosz
Czesław Miłosz (Orosz Birodalom, Setenyi, 1911. június 30. – Krakkó, 2004. augusztus 14.) Nobel-díjas lengyel költő, író, esszéista, irodalomtörténész, tolmács, jogász.
A mai Litvánia területén született, a wilnói Báthory István Egyetemen jogot tanult. Első verseskötete 1930-ban jelent meg, ekkoriban a Lengyel Rádiónál dolgozott.
A második világháború alatt a lengyel ellenállás tagja volt. Embermentő tevékenységéért az izraeli Jad Vasem Intézet a Világ Igaza címmel tüntette ki. A lengyel kommunista állam nagyköveteként 1951-ben politikai menedékjogot kért Franciaországban. 1960-ban az Egyesült Államokba érkezett, de csak 1970-ben kapta meg az állampolgárságot. 1961 és 1978 között Berkeleyben, a Kaliforniai Egyetemen a szláv nyelvek és irodalom tanára volt.

## Művei
- Kompozycja (1930)
- Podróż (1930)
- Poemat o czasie zastygłym (1933)
- Trzy zimy / Három tél (1936)
- Obrachunki
- Wiersze / Versek (1940)
- Pieśń niepodległa (1942)
- Ocalenie (1945)
- Traktat moralny (1947)
- Zniewolony umysł / A rabul ejtett értelem (1953)
- Zdobycie władzy (1953)
- Światło dzienne (1953)
- Dolina Issy / Az Issa völgye (1955)
- Traktat poetycki (1957)
- Rodzinna Europa (1958)
- Kontynenty (1958)
- Człowiek wśród skorpionów (1961)
- Król Popiel i inne wiersze (1961)
- Gucio zaczarowany (1965)
- Widzenia nad Zatoką San Francisco (1969)
- Miasto bez imienia (1969)
- The History of Polish Literature (1969)
- Prywatne obowiązki (1972)
- Gdzie słońce wschodzi i kiedy zapada (1974)
- Ziemia Ulro / Ulro országa (1977)
- Ogród nauk (1979)
- Hymn o perle (1982)
- The Witness of Poetry (1983)
- Nieobjęta ziemio (1984)
- Kroniki (1987)
- Dalsze okolice (1991)
- Zaczynając od moich ulic (1985)
- Metafizyczna pauza (1989)
- Poszukiwanie ojczyzny (1991)
- Rok myśliwego (1991)
- Na brzegu rzeki (1994)
- Szukanie ojczyzny (1992)
- Legendy nowoczesności (1996)
- Życie na wyspach (1997)
- Piesek przydrożny (1997)
- Abecadlo Miłosza (1997)
- Inne Abecadło / Más ábécé (1998)
- Wyprawa w dwudziestolecie (1999)
- To (2000)
- Orfeusz i Eurydyka / Orfeusz és Eurüdiké (2003)
- O podróżach w czasie (2004)

## Magyarul
- Múzsáim palotája; vál., utószó Bojtár Endre, ford. Bojtár Endre et al.; Európa, Bp., 1987 (Napjaink költészete)
- "A rabul ejtett értelem"; ford. Fejér Irén et al.; Európa, Bp., 1992 (Mérleg)
- Szülőhazám, Európa; vál., szerk. Bojtár Endre; Kalligram–Vigilia, Pozsony–Bp., 1993 (Dominó könyvek. Libertas et civitas)
- A hatalom megragadása; ford. Bojtár B. Endre; 2000 szerkesztősége–Századvég, Bp., 1993 (Arany-Közép-Európa)
- Az Issa völgye; ford. Fejér Irén; Magvető, Bp., 1994 (Világkönyvtár)
- A kétségbeesés tisztasága. Válogatott esszék; vál. Bojtár Endre, Pálfalvi Lajos, ford. Bojtár Endre et al.; Osiris, Bp., 2000 (Arany-Közép-Európa)
- Ahogy elkészül a világ. Versek; vál., ford. Gömöri György; AB-art, Pozsony, 2001
- Az Ulro országa; ford., jegyz. Pálfalvi Lajos; Európa, Bp., 2001
- Milyen is lesz a Mennyben. Isten-kereső versek Zsille Gábor fordításában; Új Ember, Bp., 2004
- Családias Európa; ford. Pálfalvi Lajos, Cservenits Jolán, Bojtár Endre, Mihályi Zsuzsa, Kellermann Viktória; Kalligram, Pozsony, 2011
- A lengyel irodalom története, 1-2.; ford. Mihályi Zsuzsa, versford. Lackfi János, Csordás Gábor; Attraktor, Máriabesnyő, 2011 (Vita Sarmatica)
- Metafizikai pauza; összeáll. Joanna Gromek, szerk. Pálfalvi Lajos, ford. Bojtár Endre et al.; Nagyvilág, Bp., 2011
- A modern kor legendái. Eesszék a megszállás idejéből; ford. Mihályi Zsuzsa, Pálfalvi Lajos; Rézbong, Göd, 2019